# Bundestagswahlkreis Mosel/Rhein-Hunsrück
Der Wahlkreis Mosel/Rhein-Hunsrück (Wahlkreis 199; bis zur Bundestagswahl 2021 Wahlkreis 200) ist ein Bundestagswahlkreis in Rheinland-Pfalz. Er umfasst den Landkreis Cochem-Zell, den Rhein-Hunsrück-Kreis und den Südteil des Landkreises Bernkastel-Wittlich mit der verbandsfreien Gemeinde Morbach, den Verbandsgemeinden Bernkastel-Kues und Thalfang am Erbeskopf sowie den Gemeinden Burg (Mosel), Enkirch, Irmenach, Lötzbeuren, Starkenburg und Traben-Trarbach der Verbandsgemeinde Traben-Trarbach. Der Wahlkreis wurde in dieser Form zur Bundestagswahl 2002 neu eingerichtet. Der Vorgängerwahlkreis mit ähnlichem Territorium war der Wahlkreis Cochem. Die Wahlkreise Cochem und Mosel/Rhein-Hunsrück wurden seit 1949 stets von den Direktkandidaten der CDU gewonnen.

## Wahlkreisgeschichte
| Wahl      | Wahlkreisname            | Gebiet |
| --------- | ------------------------ | --- |
| 1949      | 4 Cochem                 | Landkreis Cochem, Landkreis Zell, Landkreis Simmern, Landkreis Bernkastel |
| 1953–1969 | 151 Cochem               | Landkreis Cochem, Landkreis Zell, Landkreis Simmern, Landkreis Bernkastel |
| 1972–1976 | 151 Cochem               | Landkreis Cochem-Zell, vom Rhein-Hunsrück-Kreis die Verbandsgemeinden Kastellaun, Kirchberg, Rheinböllen und Simmern/Hunsrück, vom Landkreis Bernkastel-Wittlich die Gemeinde Morbach und die Verbandsgemeinden Bernkastel-Kues, Neumagen-Dhron, Thalfang am Erbeskopf und Traben-Trarbach                 |
| 1980–1998 | 149 Cochem               | Landkreis Cochem-Zell, vom Rhein-Hunsrück-Kreis die Verbandsgemeinden Kastellaun, Kirchberg, Rheinböllen und Simmern/Hunsrück, vom Landkreis Bernkastel-Wittlich die Gemeinde Morbach und die Verbandsgemeinden Bernkastel-Kues, Neumagen-Dhron, Thalfang am Erbeskopf und Traben-Trarbach                 |
| 2002      | 203 Mosel/Rhein-Hunsrück | Landkreis Cochem-Zell, Rhein-Hunsrück-Kreis, vom Landkreis Bernkastel-Wittlich die Gemeinde Morbach und die Verbandsgemeinden Bernkastel-Kues, Neumagen-Dhron, Thalfang am Erbeskopf und Traben-Trarbach                                                                                                   |
| 2005      | 202 Mosel/Rhein-Hunsrück | Landkreis Cochem-Zell, Rhein-Hunsrück-Kreis, vom Landkreis Bernkastel-Wittlich die Gemeinde Morbach und die Verbandsgemeinden Bernkastel-Kues, Neumagen-Dhron, Thalfang am Erbeskopf und Traben-Trarbach                                                                                                   |
| 2009      | 201 Mosel/Rhein-Hunsrück | Landkreis Cochem-Zell, Rhein-Hunsrück-Kreis, vom Landkreis Bernkastel-Wittlich die Gemeinde Morbach und die Verbandsgemeinden Bernkastel-Kues, Neumagen-Dhron, Thalfang am Erbeskopf und Traben-Trarbach                                                                                                   |
| 2013      | 201 Mosel/Rhein-Hunsrück | Landkreis Cochem-Zell, Rhein-Hunsrück-Kreis, vom Landkreis Bernkastel-Wittlich die Gemeinde Morbach, die Verbandsgemeinden Bernkastel-Kues und Thalfang am Erbeskopf sowie die Gemeinden Burg (Mosel), Enkirch, Irmenach, Lötzbeuren, Starkenburg und Traben-Trarbach der Verbandsgemeinde Traben-Trarbach |
| 2017–2021 | 200 Mosel/Rhein-Hunsrück | Landkreis Cochem-Zell, Rhein-Hunsrück-Kreis, vom Landkreis Bernkastel-Wittlich die Gemeinde Morbach, die Verbandsgemeinden Bernkastel-Kues und Thalfang am Erbeskopf sowie die Gemeinden Burg (Mosel), Enkirch, Irmenach, Lötzbeuren, Starkenburg und Traben-Trarbach der Verbandsgemeinde Traben-Trarbach |
| 2025–     | 199 Mosel/Rhein-Hunsrück | Landkreis Cochem-Zell, Rhein-Hunsrück-Kreis, vom Landkreis Bernkastel-Wittlich die Gemeinde Morbach, die Verbandsgemeinden Bernkastel-Kues und Thalfang am Erbeskopf sowie die Gemeinden Burg (Mosel), Enkirch, Irmenach, Lötzbeuren, Starkenburg und Traben-Trarbach der Verbandsgemeinde Traben-Trarbach |

## Wahlkreisabgeordnete
| Wahl | Abgeordneter | Abgeordneter      | Partei | Stimmen in % |
| ---- | ------------ | ----------------- | ------ | ------------ |
| 1949 |              | Paul Gibbert      | CDU    |              |
| 1953 |              | Paul Gibbert      | CDU    |              |
| 1957 |              | Paul Gibbert      | CDU    |              |
| 1961 |              | Paul Gibbert      | CDU    |              |
| 1965 |              | Paul Gibbert      | CDU    |              |
| 1969 |              | Klaus Bremm       | CDU    |              |
| 1972 |              | Klaus Bremm       | CDU    |              |
| 1976 |              | Waltrud Will-Feld | CDU    |              |
| 1980 |              | Waltrud Will-Feld | CDU    |              |
| 1983 |              | Waltrud Will-Feld | CDU    |              |
| 1987 |              | Waltrud Will-Feld | CDU    |              |
| 1990 |              | Peter Bleser      | CDU    |              |
| 1994 |              | Peter Bleser      | CDU    |              |
| 1998 |              | Peter Bleser      | CDU    |              |
| 2002 |              | Peter Bleser      | CDU    |              |
| 2005 |              | Peter Bleser      | CDU    |              |
| 2009 | 47,7         | Peter Bleser      | CDU    |              |
| 2013 | 53,6         | Peter Bleser      | CDU    |              |
| 2017 | 44,1         | Peter Bleser      | CDU    |              |
| 2021 |              | Marlon Bröhr      | CDU    | 34,3         |
| 2025 | 38,2         | Marlon Bröhr      | CDU    |              |

## Wahlergebnisse

### Bundestagswahl 2025
| Kandidaten                                             | Kandidaten                | Parteien/Listen       | Erststimmen | Erststimmen | Zweitstimmen | Zweitstimmen |
| Kandidaten                                             | Kandidaten                | Parteien/Listen       | Stimmen     | %           | Stimmen      | %            |
| ------------------------------------------------------ | ------------------------- | --------------------- | ----------- | ----------- | ------------ | ------------ |
|                                                        | Umut Kurt                 | SPD                   | 27.079      | 19,3        | 25.144       | 17,8         |
|                                                        | Marlon Bröhrgewählt im WK | CDU                   | 53.505      | 38,2        | 49.310       | 34,9         |
|                                                        | Julian Joswig             | Bündnis 90/Die Grünen | 10.039      | 7,2         | 10.918       | 7,7          |
|                                                        | Carina Konrad             | FDP                   | 7.588       | 5,4         | 7.521        | 5,3          |
|                                                        | Jörg Zirwes               | AfD                   | 27.060      | 19,3        | 27.721       | 19,6         |
|                                                        | Alexandra Erikson         | Die Linke             | 6.494       | 4,6         | 7.408        | 5,2          |
|                                                        | Guido Robert Hübinger     | Freie Wähler          | 6.009       | 4,3         | 3.669        | 2,6          |
|                                                        | –                         | Tierschutzpartei      | –           | –           | 1.710        | 1,2          |
|                                                        | –                         | Die PARTEI            | –           | –           | 685          | 0,5          |
|                                                        | Detlef Barsuhn            | Volt                  | 1.282       | 0,9         | 854          | 0,6          |
|                                                        | Gregor Johannes Doege     | ÖDP                   | 1.129       | 0,8         | 414          | 0,3          |
|                                                        | –                         | MLPD                  | –           | –           | 21           | 0,0          |
|                                                        | –                         | Bündnis Deutschland   | –           | –           | 254          | 0,2          |
|                                                        | –                         | BSW                   | –           | –           | 5.594        | 4,0          |
| Gesamt                                                 | Gesamt                    | Gesamt                | 140.185     | 100         | 141.223      | 100          |
|                                                        |                           |                       |             |             |              |              |
| Ungültige Stimmen                                      | Ungültige Stimmen         | Ungültige Stimmen     | 2.063       | 1,5         | 1.025        | 0,7          |
| Wähler                                                 | Wähler                    | Wähler                | 142.248     | 84,3        | 142.248      | 84,3         |
| Wahlberechtigte                                        | Wahlberechtigte           | Wahlberechtigte       | 168.705     |             | 168.705      |              |
|                                                        |                           |                       |             |             |              |              |
| Quellen: Die Bundeswahlleiterin, Kandidaten – Ergebnis |                           |                       |             |             |              |              |

### Bundestagswahl 2021
Die Bundestagswahl 2021 fand am Sonntag, dem 26. September 2021, statt.
| Direktkandidat             | Partei           | Erststimmen in % | Zweitstimmen in % |
| -------------------------- | ---------------- | ---------------- | ----------------- |
| Marlon Bröhr               | CDU              | 34,3             | 29,0              |
| Michael Franz Josef Maurer | SPD              | 26,9             | 28,5              |
| Harald Bechberger          | AfD              | 8,0              | 8,3               |
| Carina Konrad              | FDP              | 11,8             | 12,5              |
| Julian-Béla Joswig         | GRÜNE            | 9,7              | 9,2               |
| --                         | DIE LINKE        | –                | 2,8               |
| Heinz-Alfred Wößner        | FREIE WÄHLER     | 5,7              | 4,4               |
| --                         | Die PARTEI       | –                | 0,8               |
| –                          | PIRATEN          | –                | 0,4               |
| Erik Hofmann               | ÖDP              | 0,7              | 0,3               |
| –                          | NPD              | –                | 0,1               |
| –                          | V-Partei³        | –                | 0,1               |
| –                          | MLPD             | –                | 0,0               |
| Wolfgang Heinz Link        | dieBasis         | 1,8              | 1,3               |
| –                          | DiB              | –                | 0,1               |
| –                          | LKR              | –                | 0,0               |
| –                          | Die Humanisten   | –                | 0,1               |
| –                          | Tierschutzpartei | –                | 1,4               |
| –                          | Team Todenhöfer  | –                | 0,2               |
| Detlef Barsuhn             | Volt             | 0,8              | 0,6               |
| Hermann Gustav Krämer      | Wahlrechtsreform | 0,2              | –                 |

### Bundestagswahl 2017
Die Bundestagswahl 2017 fand am Sonntag, dem 24. September 2017, statt.
| Direktkandidat(in) | Partei       | Erststimmen in % | Zweitstimmen in % |
| ------------------ | ------------ | ---------------- | ----------------- |
| Peter Bleser       | CDU          | 44,1             | 41,6              |
| Ivonne Horbert     | SPD          | 25,2             | 23,0              |
| Ralf Kauer         | GRÜNE        | 4,9              | 5,6               |
| Carina Konrad      | FDP          | 8,7              | 11,2              |
| Alexandra Erikson  | DIE LINKE    | 5,3              | 6,1               |
| Martin Fischer     | AfD          | 8,2              | 9,0               |
| -                  | PIRATEN      | -                | 0,3               |
| Willi Feilen       | FREIE WÄHLER | 2,8              | 1,3               |
| -                  | NPD          | -                | 0,2               |
| Johannes Schneider | ÖDP          | 0,9              | 0,4               |
| -                  | MLPD         | -                | 0,0               |
| -                  | BGE          | -                | 0,2               |
| -                  | Die PARTEI   | -                | 0,9               |
| -                  | V-Partei³    | -                | 0,3               |

### Bundestagswahl 2013
Die Bundestagswahl 2013 fand am Sonntag, dem 22. September 2013, statt. Der bisherige Inhaber Peter Bleser von der CDU konnte sein Direktmandat verteidigen.
Es traten 14 Parteien in Rheinland-Pfalz landesweit gegeneinander an. Dies entschied der Landeswahlausschuss in einer öffentlichen Sitzung am 26. Juli 2013 in Mainz. Damit erhielten alle Parteien eine Zulassung, die fristgerecht bis zum 15. Juli ihre Landeslisten und weitere Unterlagen eingereicht hatten.
Die Reihenfolge der zugelassenen Landeslisten auf dem Stimmzettel richtet sich zunächst nach der Zahl der Zweitstimmen, die die jeweilige Partei bei der letzten Bundestagswahl im Land erreicht hat (Listenplätze 1–10): CDU, SPD, FDP, Bündnis 90/Die Grünen, Die Linke, Piratenpartei, NPD, Die Republikaner, ÖDP und MLPD. Neu kandidierende Listen schließen sich in alphabetischer Reihenfolge ihres Namens an (Listenplätze 11–14): Alternative für Deutschland, Bürgerbewegung pro Deutschland, Freie Wähler und die Partei der Vernunft.
| Direktkandidat   | Partei                         | Erststimmen in % | Zweitstimmen in % |
| ---------------- | ------------------------------ | ---------------- | ----------------- |
| Peter Bleser     | CDU                            | 53,6             | 49,4              |
| Anja Bindges     | SPD                            | 27,9             | 24,6              |
| Werner Wöllstein | FDP                            | 3,2              | 6,3               |
| Joscha Pullich   | Bündnis 90/Die Grünen          | 4,0              | 5,7               |
| Martin Krötz     | Die Linke                      | 4,5              | 4,8               |
| Markus Weber     | Piratenpartei                  | 2,1              | 1,9               |
| Jens Simon Willi | NPD                            | 1,0              | 0,8               |
| —                | Die Republikaner               | —                | 0,1               |
| Erik Hofmann     | ÖDP                            | 0,7              | 0,4               |
| —                | MLPD                           | —                | 0,0               |
| —                | AfD                            | —                | 4,2               |
| —                | Bürgerbewegung pro Deutschland | —                | 0,2               |
| Wilhelm Feilen   | Freie Wähler                   | 3,1              | 1,3               |
| —                | Partei der Vernunft            | —                | 0,3               |

### Bundestagswahl 2009
Bei Bundestagswahl 2009 waren 179.373 Einwohner wahlberechtigt und hatte folgendes Ergebnis:
| Direktkandidat         | Partei                | Erststimmen in % | Zweitstimmen in % | Bundestagswahl 2005 Zweitstimmen in % |
| ---------------------- | --------------------- | ---------------- | ----------------- | ------------------------------------- |
| Peter Bleser           | CDU                   | 47,7             | 39,4              | 42,4                                  |
| Marcus Heintel         | SPD                   | 23,7             | 20,7              | 30,5                                  |
| Ralf Heinrich Wilhelmi | FDP                   | 12,5             | 19,0              | 13,7                                  |
| Britta Steck           | Bündnis 90/Die Grünen | 7,7              | 8,0               | 5,7                                   |
| Roger Mallmenn         | Die Linke.            | 7,2              | 8,3               | 4,9                                   |
| –                      | REP                   | –                | 0,4               | 0,5                                   |
| Erich Krames           | NPD                   | 1,2              | 0,9               | 1,0                                   |
| –                      | PBC                   | –                | 0,3               | 0,4                                   |
| –                      | FAMILIE               | –                | 1,0               | 0,9                                   |
| –                      | MLPD                  | –                | 0,0               | 0,0                                   |
| –                      | PIRATEN               | –                | 1,6               | -                                     |
| –                      | ödp                   | –                | 0,2               | -                                     |